# Rohrau (Dolní Rakousy)
Rohrau je městys v okrese Bruck an der Leitha v rakouské spolkové zemi Dolní Rakousy. Žije zde přibližně 1 600 obyvatel. Narodili se zde hudební skladatelé Joseph Haydn a jeho bratr Michael Haydn.

## Geografie

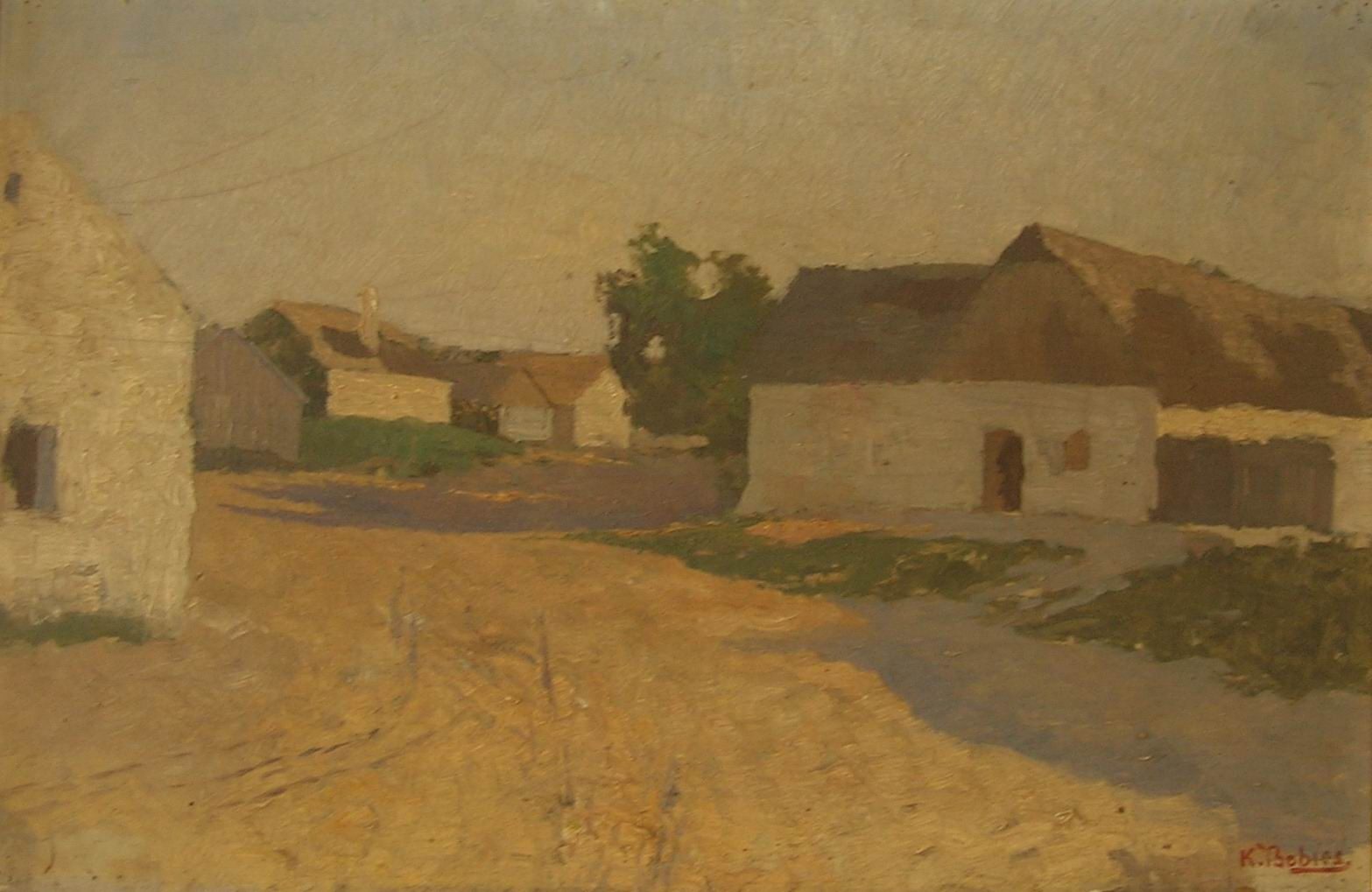
Haydnův rodný dům

Rohrau leží v Industrieviertelu (Průmyslové čtvrti) v Dolních Rakousích. Plocha katastru obce činí 20,47 km², z toho 8,66 % je zalesněno.

### Části obce
Městys se skládá ze čtyř katastrálních území:
- Gerhaus
- Hollern
- Pachfurth
- Rohrau

## Historie
Ve starověku bylo území součástí provincie Pannonia. V jádru jsou dějiny oblasti totožné s dějinami celého Rakouska. Ve 13. století v Rohrau vznikla samostatná linie rodu Liechtensteinů, kteří sídlili na místním zámku Rohrau.
- Je znám Theoderich (česky Dětřich) von Liechtenstein-Rohrau (1230–1258) a jeho syn stejného jména
  - Theoderich (česky Dětřich) von Liechtenstein-Rohrau († 1277)

## Vývoj počtu obyvatelstva
Podle sčítání obyvatelstva bylo v roce 1971 v Rohrau 1341 obyvatel, v roce 1981 1258, v roce 1991 1224 a v roce 2001 zde žilo 1455 obyvatel.

## Hospodářství
Nezemědělských pracovních míst bylo v roce 2001 47, v zemědělství a v lesním hospodářství pracovalo 74 lidí. V roce 2001 zde bylo výdělečně činných 633 obyvatel, což odpovídá 48,29 %.

## Osobnosti města
- Karel z Harrachu (1570–1628), poradce císaře Ferdinanda II.
- Joseph Haydn (1732–1809), hudební skladatel
- Michael Haydn (1737–1806), hudební skladatel, bratr Josepha Haydna
- Johann Herbsthofer (1866–1932), politik
- Josef Raser (1887–1966), politik
- Ladislav Vančura (1897–1960), český lékař, odbojář, zachránce 300 lidí vězněných v Hradci Králové gestapem, perzekvován komunistickým režimem
- Hellmuth Bodenteich (1921–2014), malíř a grafik

## Pozoruhodnosti
- Rodný dům bratří Haydnů: zde se nachází památník na Josepha Haydna.
- Zámek Rohrau: je zde obrazová galerie hrabat Harrachů, kteří jsou vášnivými soukromými sběrateli v Rakousku – od malířství 17. a 18. století.